# Jessica Thoennes
Jessica Thoennes (Madison, 20 de septiembre de 1995) es una deportista estadounidense que compite en remo.
Ganó una medalla de plata en el Campeonato Mundial de Remo de 2023, en la prueba de ocho con timonel. Participó en los Juegos Olímpicos de Tokio 2020, ocupando el cuarto lugar en la misma prueba.

## Palmarés internacional
| Campeonato Mundial | Campeonato Mundial | Campeonato Mundial | Campeonato Mundial |
| Año                | Lugar              | Medalla            | Prueba             |
| ------------------ | ------------------ | ------------------ | ------------------ |
| 2023               | Belgrado (Serbia)  | Medalla de plata   | Ocho con timonel   |